# Corypha
Genre
Classification phylogénétique
Corypha est un genre de la famille des Arecaceae (Palmiers) comprenant six espèces natives de l'Inde, de la Malaisie, de l'Indonésie, des Philippines, de Nouvelle-Guinée et du Nord-Est de l'Australie. Ce sont des palmiers possédant des feuilles palmées ou costapalmées, d'une forme ronde, longues de 2 à 5 mètres, garnies de longs pétioles robustes. Ils peuvent mesurer de 20 à 40 mètres de haut, avec un stipe (tronc) dont le diamètre atteint 1 à 3 mètres.

## Usages

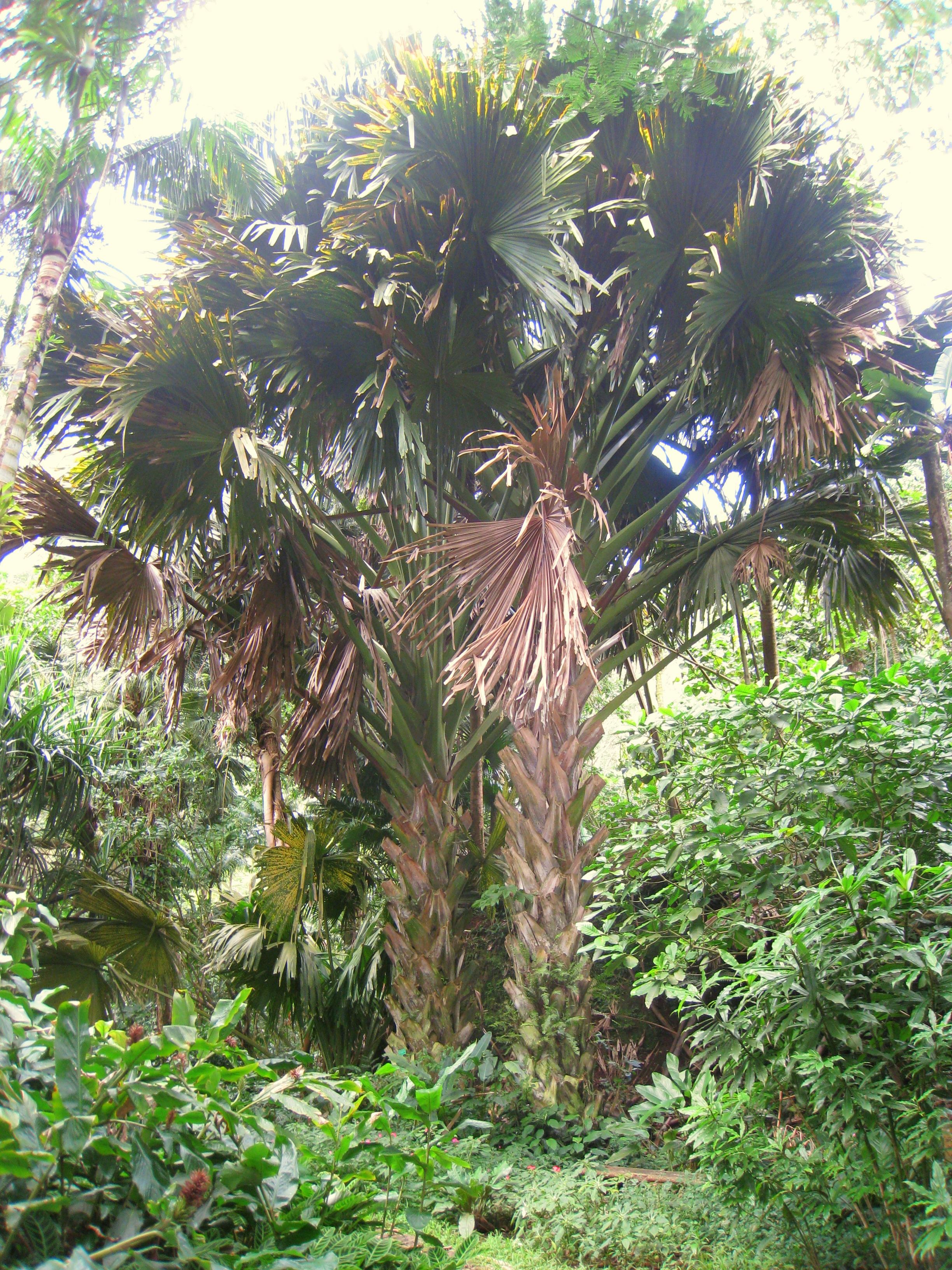
Corypha umbraculifera.

Les feuilles et les fibres sont souvent utilisées pour la production de biens artisanaux, comme des paniers.

## Classification
- Sous-famille des Coryphoideae
  - Tribu des Corypheae

## Liste des espèces
- Corypha griffithiana
- Corypha lecomtei
- Corypha microclada [1]
- Corypha taliera [2]
- Corypha umbraculifera - Tallipot

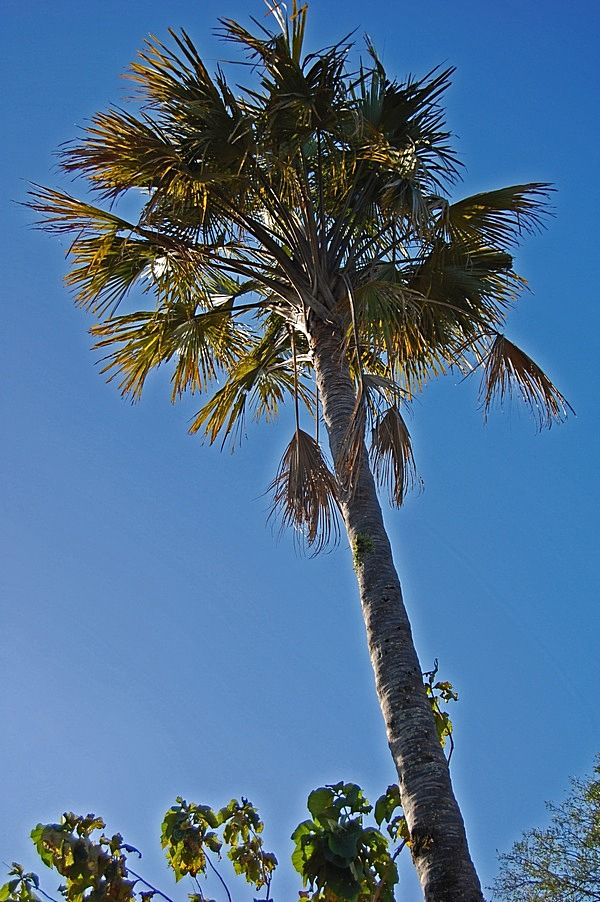
Corypha utan.

- Corypha utan (syn. Corypha elata, Corypha gebang)